# 古典の批判的処置に関する研究
『古典の批判的処置に関する研究』（こてんのひはんてきしょちにかんするけんきゅう）とは、『土佐日記』を事例として日本古典文学の原本復原の方法を論じた学術書。1941年（昭和16年）2月刊、池田亀鑑著。全三巻。池田が東京帝国大学に提出した学位請求論文（博士号取得は1948年〈昭和23年〉）であり、第一回日本文学報国会全国文学賞を受賞した。

## 解説
池田亀鑑は古典の研究方法として低度批判（本文批判）と高度批判（本文鑑賞）の二段階を仮設し、まず、その第一段階として「本文批判」の理論体系化を企図した。そこで芳賀矢一がドイツから導入した文献学の方法を日本古典文学研究に敷衍し、伝本状況が古典中最も良好である「土佐日記」の紀貫之自筆本再建のプロセスを例として著したのが『古典の批判的処置に関する研究』である。池田は本書で本文批判の方法論を確立したとされた。本書により「本文批判」「文献批判」「本文系譜」「祖本」などの、学術用語が定着したと言える文献学的研究の基本文献である。
協力者に池田の高弟松村誠一、新井信之、萩谷朴、および助手兼秘書の木田園子の四名を擁して作成されたことが知られ、実質的に池田は単独執筆というより、総監修者というべき立場にあった。このことは後年萩谷朴が、この書の核心部分ともいうべき第二部「方法論」における代筆担当箇所を、具体的に萩谷自身の執筆原稿と池田の添削例とを示しつつこれを証言している。
さらに翌1942年（昭和17年）10月、十数年の歳月を傾けた畢生の大著『校異源氏物語』全五巻（中央公論社）を完成させる。戦後、新たに稲賀敬二、石田穣二、小山敦子らを協力者に加え、前著『校異源氏物語』に「索引篇」「解説篇」「資料篇」「図録篇」を増補し、『源氏物語大成』全八巻（中央公論社 1953年〈昭和28年〉 - 1956年〈昭和31年〉）として刊行、有力伝本内の異文を比較検討して古典作品の原型（祖本本文の様態）を明らかにする、本文批判を基軸とした文献学的研究の実践と理論体系化を徹底した。
池田はこの後、高度批判としての古典の鑑賞を理論化する予定であったが、その逝去(1956年〈昭和31年〉12月）により 志半ばで中絶した。三好行雄は本書の方法を援用して筑摩書房版『明治文学全集　北村透谷集』（小田切秀雄・編集）の本文校訂のあり方を論じたが、谷沢永一に論争を挑まれて完膚無きまでに論破される（世に「方法論論争」と称される）。その影響は本書の再評価に及び、また1984年（昭和59年）には『土佐日記』の藤原為家自筆の写本が出現したこととも相まって、1990年（平成2年）、約五十年ぶりに復刊されることとなった。